# Sally Dawson
Sally Dawson   (Cleveland, 31 d'agost de 1955) és un física teòrica estatunidenca coneguda pels seus treballs en física de partícules elementals.
Dawson va estudiar matemàtiques i física a la Universitat Duke el 1977 i va fer el màster a la Universitat Harvard (1978) on es va doctorar el 1981 sota la direcció de Howard Georgi amb la tesi Radiative Correccions to sin2θW. Va ser investigadora postdoctoral a Fermilab (1983–1986) i al Laboratori Nacional Lawrence de Berkeley (1981–1983). D'ençà el 1986 es investigadora al Laboratori Nacional Brookhaven, on va ser cap del grup de teoria el 1998. D'ençà el 2001 és també professora a l'Institut C. N. Yang de Física Teòrica de la Universitat Stony Brook.
La seva recerca tracta de la física del bosó de Higgs i extensions possibles del model estàndard de física de partícules relacionades. Va ser coautora del conegut llibre "Higgs Hunter guide" publicat per primer cop el 1990. El 2004 Dawson fou la cap de la Divisió de Partícules i Camps de l'American Physical Society. El 2017 va guanyar, juntament amb tres col·laboradors, el Premi Sakurai per "contribucions instrumentals a la teoria de les propietats, reaccions, i signatures del bosó de Higgs".

## Honors i premis
- 1995 — Dona de l'Any en Ciència, Ciutat de Brookhaven
- 1995 — Fellow de la Societat Americana de Física (APS)
- 1998 — Conferenciant de l'APS Centennial
- 2006 — Fellow de l'Associació Americana per a l'Avenç de la Ciència
- 2015 — Fellow Humboldt
- 2017 — Premi Sakurai de l'APS